# Guan Zeju
Guan Zeju - 关则驹 - (1941, Yangjiang, província de Guangdong) és un pintor hiperrealista xinès famós per les seves pintures de ballet. Va estudiar pintura a l'oli a Guangzhou. Es va traslladar als Estats Units on s'instal·là. És membre de l'Institut d'Art de Guanhzhou i de l'Associació d'Artistes de la Xina.